# Mistrzostwa Albanii w piłce siatkowej mężczyzn (2024/2025)
Superliga w piłce siatkowej mężczyzn 2024/2025 – 79. sezon mistrzostw Albanii w piłce siatkowej zorganizowany przez Albański Związek Piłki Siatkowej (alb. Federata Shqiptare e Volejbollit, FSHV). Rozpoczął się 13 września 2024 roku i trwał do 27 kwietnia 2025 roku.
W Superlidze uczestniczyło 7 drużyn. Przed początkiem sezonu z rozgrywek wycofał się klub Erzeni. Rozgrywki składały się z fazy zasadniczej oraz fazy play-off. W fazie zasadniczej zespoły rozegrały ze sobą po dwa spotkania. Faza play-off obejmowała ćwierćfinały, półfinały i finały.
Po raz siedemnasty, jednocześnie drugi raz z rzędu, mistrzem Albanii został klub Partizani Tirana, który w finałach fazy play-off pokonał zespół Skënderbeu Korcza.

## System rozgrywek
Albańska Superliga w sezonie 2024/2025 składała się z fazy zasadniczej oraz fazy play-off.

### Faza zasadnicza
W fazie zasadniczej drużyny rozegrały między sobą po dwa spotkania systemem kołowym (mecz u siebie i rewanż na wyjeździe). Dwa najlepsze zespoły automatycznie awansowały do półfinałów fazy play-off, natomiast te z miejsc 3-6 rywalizowały w ćwierćfinałach. Drużyna, która zajęła ostatnie, 7. miejsce, zakończyła udział w rozgrywkach.

### Faza play-off
Faza play-off składała się z ćwierćfinałów, półfinałów i finałów.
Ćwierćfinały

W ćwierćfinałach uczestniczyły drużyny, które w fazie zasadniczej zajęły miejsca 3-6. Pary utworzono zgodnie z poniższym kluczem:
- para 1: 3-6;
- para 2: 4-5.

Rywalizacja w parach toczyła się do dwóch zwycięstw ze zmianą gospodarza po każdym meczu. Gospodarzem pierwszego spotkania był zespół, który w fazie zasadniczej zajął wyższe miejsce. Zwycięzcy w parach awansowali do półfinałów.
Półfinały

Pary półfinałowe utworzono według klucza:
- para 1: 1. miejsce w fazie zasadniczej – zwycięzca w ćwierćfinałowej parze 4-5;
- para 2: 2. miejsce w fazie zasadniczej – zwycięzca w ćwierćfinałowej parze 3-6.

Rywalizacja toczyła się do dwóch zwycięstw ze zmianą gospodarza po każdym meczu. Gospodarzem pierwszego spotkania był zespół, który w fazie zasadniczej zajął wyższe miejsce. Zwycięzcy w parach awansowali do finałów.
Finały

W finałach fazy play-off rywalizacja toczyła się do trzech zwycięstw ze zmianą gospodarza po każdym meczu. Gospodarzem pierwszego spotkania był zespół, który w fazie zasadniczej zajął wyższe miejsce. Zwycięzca finałów został mistrzem Albanii.

## Drużyny uczestniczące
W albańskiej Superlidze w sezonie 2024/2025 uczestniczyło 7 drużyn. W porównaniu z poprzednim sezonem z rozgrywek wycofał się klub Erzeni.
| Superliga 2024/2025 | Superliga 2024/2025 | Superliga 2024/2025 |
| --- | ------------------- | ------------------- |
| Partizani Tirana | 1                   | mistrzostwo         |
| Tirana | 3                   | finał               |
| Vllaznia Szkodra | 4                   | półfinał            |
| Studenti Tirana | 5                   | ćwierćfinał         |
| Skënderbeu Korcza | 6                   | ćwierćfinał         |
| Elbasani | 7                   | —                   |
| Teuta Durrës | 8                   | —                   |
| Oznaczenia: - kolumna druga – miejsce zajęte przez daną drużynę w poprzednim sezonie w fazie zasadniczej, - kolumna trzecia – osiągnięcie danej drużyny w fazie play-off. |                     |                     |

## Hale sportowe
| Drużyna           | Hala sportowa                                | Miejscowość | *     |
| ----------------- | -------------------------------------------- | ----------- | ----- |
| Elbasani          | Pallati i sportit „Tomorr Sinani”            | Elbasan     |       |
| Partizani Tirana  | Pallati i sportit „Asllan Rusi”              | Tirana      | [ a ] |
| Partizani Tirana  | Palestra në Shkollën 9-vjeçare Farkë e Vogël | Tirana      | [ a ] |
| Skënderbeu Korcza | Pallati i sportit „Tamara Nikolla”           | Korcza      |       |
| Studenti Tirana   | Pallati i sportit „Asllan Rusi”              | Tirana      | [ b ] |
| Studenti Tirana   | Palestra në Shkollën 9-vjeçare Farkë e Vogël | Tirana      | [ b ] |
| Teuta Durrës      | Pallati i sportit „Ramazan Njala”            | Durrës      |       |
| Tirana            | Pallati i sportit „Farie Hoti”               | Tirana      | [ c ] |
| Tirana            | Palestra në Shkollën 9-vjeçare Farkë e Vogël | Tirana      | [ c ] |
| Vllaznia Szkodra  | Pallati i sportit „Qazim Dërvishi”           | Szkodra     |       |
| Źródło:           |                                              |             |       |

| Elbasani1) Partizani · 2) StudentiSkënderbeuTeutaTiranaVllaznia Lokalizacja głównych obiektów sportowych |

## Trenerzy
| Drużyna           | Trener          | Asystent trenera | *      |
| ----------------- | --------------- | ---------------- | ------ |
| Elbasani          | Eduard Çeta     | —                | [ 5 ]  |
| Partizani Tirana  | Ylli Tomorri    | Elton Tukseferi  | [ 6 ]  |
| Skënderbeu Korcza | Arben Prifti    | —                | [ 7 ]  |
| Studenti Tirana   | Kestrin Batalli | Reinard Kasëmaj  | [ 8 ]  |
| Teuta Durrës      | Mirion Vllamasi | Kujtim Vllamasi  | [ 9 ]  |
| Tirana            | Arben Sako      | —                | [ 10 ] |
| Vllaznia Szkodra  | Artan Kalaja    | Ermal Kraja      | [ 11 ] |

### Zmiany trenerów
| Przed sezonem   |                            |                            |
| Klub            | Trener w sezonie 2023/2024 | Trener w sezonie 2024/2025 |
| Elbasani        | Fisnik Lushjani            | Eduard Çeta                |
| Studenti Tirana | Fatmir Myrta               | Kestrin Batalli            |

## Faza zasadnicza

### Tabela wyników
| Gospodarz \ Gość1 | PAR | TIR | VLL | STU | SKË | ELB | TEU |
| ----------------- | --- | --- | --- | --- | --- | --- | --- |
| Partizani Tirana  | -   | 3:0 | 3:0 | 3:0 | 3:0 | 3:0 | 3:0 |
| Tirana            | 0:3 | -   | 3:1 | 3:0 | 2:3 | 3:1 | 3:1 |
| Vllaznia Szkodra  | 0:3 | 2:3 | -   | 1:3 | 2:3 | 3:1 | 1:3 |
| Studenti Tirana   | 0:3 | 3:1 | 2:3 | -   | 3:2 | 3:1 | 3:2 |
| Skënderbeu Korcza | 0:3 | 2:3 | 3:0 | 3:2 | -   | 3:0 | 3:1 |
| Elbasani          | 0:3 | 0:3 | 1:3 | 0:3 | 0:3 | -   | 1:3 |
| Teuta Durrës      | 0:3 | 3:1 | 3:1 | 3:2 | 0:3 | 3:1 | -   |

Źródło: 
1 Drużyna gospodarzy jest wymieniona po lewej stronie tabeli.
Kolory:
  zwycięstwo gospodarzy 3:0 lub 3:1
  zwycięstwo gospodarzy 3:2
  zwycięstwo gości 3:0 lub 3:1
  zwycięstwo gości 3:2

### Terminarz i wyniki spotkań
| Data | Godz. | Gospodarz         | Rezultat                                | Gość              | Hala sportowa            | Widzów | *      |
| --- | ----- | ----------------- | --------------------------------------- | ----------------- | ------------------------ | ------ | ------ |
| 1. KOLEJKA |       |                   |                                         |                   |                          |        |        |
| 13.09.2024 | 18:00 | Elbasani          | 0:3 (20:25, 15:25, 21:25)               | Studenti Tirana   | Pallati „Tomorr Sinani”  | 35     | [ 12 ] |
| 13.09.2024 | 15:00 | Skënderbeu Korcza | 3:1 (23:25, 25:16, 25:13, 25:14)        | Teuta Durrës      | Pallati „Tamara Nikolla” | 200    | [ 13 ] |
| 14.09.2024 | 19:00 | Partizani Tirana  | 3:0 (25:16, 25:22, 27:25)               | Tirana            | Pallati „Asllan Rusi”    | bd.    | [ 14 ] |
| 2. KOLEJKA |       |                   |                                         |                   |                          |        |        |
| 21.09.2024 | 18:00 | Teuta Durrës      | 0:3 (16:25, 14:25, 20:25)               | Partizani Tirana  | Pallati „Ramazan Njala”  | 50     | [ 15 ] |
| 21.09.2024 | 17:00 | Studenti Tirana   | 3:2 (23:25, 25:17, 25:15, 18:25, 15:13) | Skënderbeu Korcza | Pallati „Asllan Rusi”    | bd.    | [ 16 ] |
| 25.09.2024 | 18:00 | Vllaznia Szkodra  | 3:1 (18:25, 25:21, 25:18, 25:21)        | Elbasani          | Pallati „Qazim Dërvishi” | 231    | [ 17 ] |
| 3. KOLEJKA |       |                   |                                         |                   |                          |        |        |
| 28.09.2024 | 12:00 | Skënderbeu Korcza | 3:0 (25:20, 25:18, 25:22)               | Vllaznia Szkodra  | Pallati „Tamara Nikolla” | 200    | [ 18 ] |
| 27.09.2024 | 19:00 | Partizani Tirana  | 3:0 (27:25, 25:17, 25:21)               | Studenti Tirana   | Pallati „Asllan Rusi”    | bd.    | [ 19 ] |
| 27.09.2024 | 18:00 | Tirana            | 3:1 (25:20, 25:19, 21:25, 25:12)        | Teuta Durrës      | Pallati „Farie Hoti”     | bd.    | [ 20 ] |
| 4. KOLEJKA |       |                   |                                         |                   |                          |        |        |
| 4.10.2024 | 20:00 | Studenti Tirana   | 3:1 (25:19, 17:25, 25:12, 25:14)        | Tirana            | Pallati „Asllan Rusi”    | bd.    | [ 21 ] |
| 4.10.2024 | 18:00 | Vllaznia Szkodra  | 0:3 (15:25, 22:25, 16:25)               | Partizani Tirana  | Pallati „Qazim Dërvishi” | 134    | [ 22 ] |
| 5.10.2024 | 17:00 | Elbasani          | 0:3 (19:25, 15:25, 23:25)               | Skënderbeu Korcza | Pallati „Tomorr Sinani”  | bd.    | [ 23 ] |
| 5. KOLEJKA |       |                   |                                         |                   |                          |        |        |
| 12.10.2024 | 19:00 | Partizani Tirana  | 3:0 (25:13, 25:23, 25:17)               | Elbasani          | Pallati „Asllan Rusi”    | bd.    | [ 24 ] |
| 10.10.2024 | 19:00 | Tirana            | 3:1 (25:22, 20:25, 25:19, 25:21)        | Vllaznia Szkodra  | Pallati „Farie Hoti”     | bd.    | [ 25 ] |
| 11.10.2024 | 16:00 | Teuta Durrës      | 3:2 (25:20, 20:25, 26:24, 26:28, 15:10) | Studenti Tirana   | Pallati „Ramazan Njala”  | 50     | [ 26 ] |
| 6. KOLEJKA |       |                   |                                         |                   |                          |        |        |
| 18.10.2024 | 18:00 | Vllaznia Szkodra  | 1:3 (25:23, 24:26, 25:27, 22:25)        | Teuta Durrës      | Pallati „Qazim Dërvishi” | 232    | [ 27 ] |
| 19.10.2024 | 17:00 | Elbasani          | 0:3 (22:25, 20:25, 15:25)               | Tirana            | Pallati „Tomorr Sinani”  | bd.    | [ 28 ] |
| 18.10.2024 | 15:00 | Skënderbeu Korcza | 0:3 (25:27, 19:25, 19:25)               | Partizani Tirana  | Pallati „Tamara Nikolla” | 300    | [ 29 ] |
| 7. KOLEJKA |       |                   |                                         |                   |                          |        |        |
| 25.10.2024 | 16:00 | Tirana            | 2:3 (25:18, 22:25, 25:22, 17:25, 19:21) | Skënderbeu Korcza | Pallati „Farie Hoti”     | bd.    | [ 30 ] |
| 23.10.2024 | 18:00 | Teuta Durrës      | 3:1 (25:21, 25:14, 17:25, 25:17)        | Elbasani          | Pallati „Ramazan Njala”  | 50     | [ 31 ] |
| 26.10.2024 | 19:00 | Studenti Tirana   | 2:3 (25:19, 21:25, 25:23, 23:25, 20:22) | Vllaznia Szkodra  | Pallati „Asllan Rusi”    | bd.    | [ 32 ] |
| 8. KOLEJKA |       |                   |                                         |                   |                          |        |        |
| 31.01.2025 | 20:00 | Studenti Tirana   | 3:1 (20:25, 25:11, 25:18, 25:14)        | Elbasani          | Pallati „Asllan Rusi”    | bd.    | [ 33 ] |
| 31.01.2025 | 16:00 | Teuta Durrës      | 0:3 (19:25, 18:25, 17:25)               | Skënderbeu Korcza | Pallati „Ramazan Njala”  | 40     | [ 34 ] |
| 1.02.2025 | 18:00 | Tirana            | 0:3 (13:25, 19:25, 19:25)               | Partizani Tirana  | Pallati „Farie Hoti”     | bd.    | [ 35 ] |
| 9. KOLEJKA |       |                   |                                         |                   |                          |        |        |
| 8.02.2025 | 19:00 | Partizani Tirana  | 3:0 (25:20, 25:14, 25:16)               | Teuta Durrës      | Pallati „Asllan Rusi”    | bd.    | [ 36 ] |
| 8.02.2025 | 15:00 | Skënderbeu Korcza | 3:2 (27:25, 23:25, 16:25, 25:21, 15:6)  | Studenti Tirana   | Pallati „Tamara Nikolla” | 200    | [ 37 ] |
| 6.02.2025 | 19:00 | Elbasani          | 1:3 (25:20, 23:25, 20:25, 22:25)        | Vllaznia Szkodra  | Pallati „Tomorr Sinani”  | bd.    | [ 38 ] |
| 10. KOLEJKA |       |                   |                                         |                   |                          |        |        |
| 13.02.2025 | 12:00 | Vllaznia Szkodra  | 2:3 (25:21, 19:25, 17:25, 25:18, 9:15)  | Skënderbeu Korcza | Pallati „Qazim Dërvishi” | 132    | [ 39 ] |
| 14.02.2025 | 20:00 | Studenti Tirana   | 0:3 (19:25, 23:25, 14:25)               | Partizani Tirana  | Pallati „Asllan Rusi”    | bd.    | [ 40 ] |
| 14.02.2025 | 16:00 | Teuta Durrës      | 3:1 (25:15, 12:25, 28:26, 25:15)        | Tirana            | Pallati „Ramazan Njala”  | 45     | [ 41 ] |
| 11. KOLEJKA |       |                   |                                         |                   |                          |        |        |
| 21.02.2025 | 18:00 | Tirana            | 3:0 (25:21, 25:19, 25:17)               | Studenti Tirana   | Pallati „Farie Hoti”     | bd.    | [ 42 ] |
| 21.02.2025 | 19:00 | Partizani Tirana  | 3:0 (25:18, 25:18, 25:23)               | Vllaznia Szkodra  | Pallati „Asllan Rusi”    | bd.    | [ 43 ] |
| 22.02.2025 | 15:00 | Skënderbeu Korcza | 3:0 (25:21, 25:17, 25:19)               | Elbasani          | Pallati „Tamara Nikolla” | 50     | [ 44 ] |
| 12. KOLEJKA |       |                   |                                         |                   |                          |        |        |
| 4.03.2025 | 18:00 | Elbasani          | 0:3 (13:25, 15:25, 12:25)               | Partizani Tirana  | Pallati „Tomorr Sinani”  | bd.    | [ 45 ] |
| 11.03.2025 | 18:00 | Vllaznia Szkodra  | 2:3 (18:25, 15:25, 25:17, 25:20, 15:17) | Tirana            | Pallati „Qazim Dërvishi” | 132    | [ 46 ] |
| 15.03.2025 | 19:00 | Studenti Tirana   | 3:2 (26:28, 25:23, 22:25, 25:20, 15:12) | Teuta Durrës      | Pallati „Asllan Rusi”    | bd.    | [ 47 ] |
| 13. KOLEJKA |       |                   |                                         |                   |                          |        |        |
| 22.03.2025 | 16:00 | Teuta Durrës      | 3:1 (25:27, 25:15, 29:27, 25:23)        | Vllaznia Szkodra  | Pallati „Ramazan Njala”  | 70     | [ 48 ] |
| 20.03.2025 | 17:00 | Tirana            | 3:1 (25:16, 21:25, 25:16, 25:14)        | Elbasani          | Pallati „Farie Hoti”     | bd.    | [ 49 ] |
| 21.03.2025 | 19:00 | Partizani Tirana  | 3:0 (25:19, 26:24, 25:16)               | Skënderbeu Korcza | Pallati „Asllan Rusi”    | bd.    | [ 50 ] |
| 14. KOLEJKA |       |                   |                                         |                   |                          |        |        |
| 28.03.2025 | 15:00 | Skënderbeu Korcza | 2:3 (25:20, 22:25, 25:18, 19:25, 11:15) | Tirana            | Pallati „Tamara Nikolla” | 300    | [ 51 ] |
| 28.03.2025 | 18:00 | Elbasani          | 1:3 (25:22, 19:25, 20:25, 12:25)        | Teuta Durrës      | Pallati „Tomorr Sinani”  | bd.    | [ 52 ] |
| 28.03.2025 | 18:00 | Vllaznia Szkodra  | 1:3 (26:24, 20:25, 20:25, 16:25)        | Studenti Tirana   | Pallati „Qazim Dërvishi” | 132    | [ 53 ] |
| Godziny do 27 października 2024 roku podane są według strefy czasowej UTC+2, a od 27 października 2024 roku według strefy czasowej UTC+1. Źródło: |       |                   |                                         |                   |                          |        |        |

### Tabela
| Lp.                                                             | Drużyna           | Pkt | Mecze | Mecze | Mecze | Rodzaj wyniku | Rodzaj wyniku | Rodzaj wyniku | Rodzaj wyniku | Rodzaj wyniku | Rodzaj wyniku | Sety | Sety | Sety  | Małe punkty | Małe punkty | Małe punkty |
| Lp.                                                             | Drużyna           | Pkt | M     | W     | P     | 3:0           | 3:1           | 3:2           | 2:3           | 1:3           | 0:3           | wyg. | prz. | stos. | zdob.       | str.        | stos.       |
| --------------------------------------------------------------- | ----------------- | --- | ----- | ----- | ----- | ------------- | ------------- | ------------- | ------------- | ------------- | ------------- | ---- | ---- | ----- | ----------- | ----------- | ----------- |
| 1                                                               | Partizani Tirana  | 36  | 12    | 12    | 0     | 12            | 0             | 0             | 0             | 0             | 0             | 36   | 0    | MAX   | 907         | 660         | 1.374       |
| 2                                                               | Skënderbeu Korcza | 23  | 12    | 8     | 4     | 4             | 1             | 3             | 2             | 0             | 2             | 28   | 19   | 1.474 | 1038        | 963         | 1.078       |
| 3                                                               | Tirana            | 20  | 12    | 7     | 5     | 2             | 3             | 2             | 1             | 2             | 2             | 25   | 22   | 1.136 | 1017        | 993         | 1.024       |
| 4                                                               | Studenti Tirana   | 19  | 12    | 6     | 6     | 1             | 3             | 2             | 3             | 0             | 3             | 24   | 25   | 0.96  | 1079        | 1038        | 1.039       |
| 5                                                               | Teuta Durrës      | 18  | 12    | 6     | 6     | 0             | 5             | 1             | 1             | 2             | 3             | 22   | 25   | 0.88  | 1002        | 1061        | 0.944       |
| 6                                                               | Vllaznia Szkodra  | 10  | 12    | 3     | 9     | 0             | 2             | 1             | 2             | 4             | 3             | 17   | 31   | 0.548 | 1024        | 1121        | 0.913       |
| 7                                                               | Elbasani          | 0   | 12    | 0     | 12    | 0             | 0             | 0             | 0             | 6             | 6             | 6    | 36   | 0.167 | 787         | 1018        | 0.773       |
| Legenda: faza play-off – półfinały faza play-off – ćwierćfinały |                   |     |       |       |       |               |               |               |               |               |               |      |      |       |             |             |             |

Źródło: 
Punktacja: 3:0 i 3:1 – 3 pkt; 3:2 – 2 pkt; 2:3 – 1 pkt; 1:3 i 0:3 – 0 pkt
Zasady ustalania kolejności: 1. liczba punktów; 2. liczba zwycięstw; 3. stosunek setów; 4. stosunek małych punktów; 5. bilans w bezpośrednich meczach

## Faza play-off
Godziny podane są według strefy czasowej UTC+2.

### Drabinka
|  |              |                  |              |              |              |   |                   |           |                   |           |           |           |   |                  |        |        |        |        |        |        |        |
|  | Ćwierćfinały | Ćwierćfinały     | Ćwierćfinały | Ćwierćfinały | Ćwierćfinały |   |                   | Półfinały | Półfinały         | Półfinały | Półfinały | Półfinały |   |                  | Finały | Finały | Finały | Finały | Finały | Finały | Finały |
|  | Ćwierćfinały | Ćwierćfinały     | Ćwierćfinały | Ćwierćfinały | Ćwierćfinały |   |                   | Półfinały | Półfinały         | Półfinały | Półfinały | Półfinały |   |                  | Finały | Finały | Finały | Finały | Finały | Finały | Finały |
|  |              |                  |              |              |              |   |                   |           |                   |           |           |           |   |                  |        |        |        |        |        |        |        |
|  |              |                  |              |              |              |   |                   |           |                   |           |           |           |   |                  |        |        |        |        |        |        |        |
|  |              |                  |              |              |              | 1 | Partizani Tirana  | 3         | 3                 |           |           |           |   |                  |        |        |        |        |        |        |        |
|  |              |                  |              |              |              | 1 | Partizani Tirana  | 3         | 3                 |           |           |           |   |                  |        |        |        |        |        |        |        |
|  | 4            | Studenti Tirana  | 3            | 2            | 3            |   |                   | 4         | Studenti Tirana   | 0         | 0         |           |   |                  |        |        |        |        |        |        |        |
|  | 4            | Studenti Tirana  | 3            | 2            | 3            |   |                   | 4         | Studenti Tirana   | 0         | 0         |           |   |                  |        |        |        |        |        |        |        |
|  | 5            | Teuta Durrës     | 2            | 3            | 1            |   |                   |           |                   |           |           |           | 1 | Partizani Tirana | 3      | 3      | 3      |        |        |        |        |
|  | 5            | Teuta Durrës     | 2            | 3            | 1            |   |                   |           |                   |           |           |           | 1 | Partizani Tirana | 3      | 3      | 3      |        |        |        |        |
|  |              |                  |              |              |              |   |                   | 2         | Skënderbeu Korcza | 0         | 1         | 0         |   |                  |        |        |        |        |        |        |        |
|  |              |                  |              |              |              |   |                   | 2         | Skënderbeu Korcza | 0         | 1         | 0         |   |                  |        |        |        |        |        |        |        |
|  |              |                  |              |              |              | 2 | Skënderbeu Korcza | 1         | 3                 | 3         |           |           |   |                  |        |        |        |        |        |        |        |
|  |              |                  |              |              |              | 2 | Skënderbeu Korcza | 1         | 3                 | 3         |           |           |   |                  |        |        |        |        |        |        |        |
|  | 3            | Tirana           | 3            | 3            |              |   |                   | 3         | Tirana            | 3         | 2         | 1         |   |                  |        |        |        |        |        |        |        |
|  | 3            | Tirana           | 3            | 3            |              |   |                   | 3         | Tirana            | 3         | 2         | 1         |   |                  |        |        |        |        |        |        |        |
|  | 6            | Vllaznia Szkodra | 1            | 0            |              |   |                   |           |                   |           |           |           |   |                  |        |        |        |        |        |        |        |
|  | 6            | Vllaznia Szkodra | 1            | 0            |              |   |                   |           |                   |           |           |           |   |                  |        |        |        |        |        |        |        |

### Ćwierćfinały
Format: do dwóch zwycięstw
| Data                | Godz.               | Gospodarz           | Rezultat                                | Gość                 | Hala sportowa                   | Widzów               | *                    |
| ------------------- | ------------------- | ------------------- | --------------------------------------- | -------------------- | ------------------------------- | -------------------- | -------------------- |
| Tirana (3)          | Tirana (3)          | Tirana (3)          | 2 – 0                                   | (6) Vllaznia Szkodra | (6) Vllaznia Szkodra            | (6) Vllaznia Szkodra | (6) Vllaznia Szkodra |
| 1.04.2025           | 18:00               | Tirana              | 3:1 (18:25, 25:22, 25:10, 25:15)        | Vllaznia Szkodra     | Shkolla 9-vjeçare Farkë e Vogël | bd.                  | [ 55 ]               |
| 4.04.2025           | 18:00               | Vllaznia Szkodra    | 0:3 (13:25, 22:25, 19:25)               | Tirana               | Pallati „Qazim Dërvishi”        | 132                  | [ 56 ]               |
| Studenti Tirana (4) | Studenti Tirana (4) | Studenti Tirana (4) | 2 – 1                                   | (5) Teuta Durrës     | (5) Teuta Durrës                | (5) Teuta Durrës     | (5) Teuta Durrës     |
| 1.04.2025           | 20:00               | Studenti Tirana     | 3:2 (19:25, 25:20, 22:25, 25:20, 15:12) | Teuta Durrës         | Pallati „Asllan Rusi”           | bd.                  | [ 57 ]               |
| 4.04.2025           | 18:00               | Teuta Durrës        | 3:2 (25:19, 19:25, 25:13, 19:25, 15:10) | Studenti Tirana      | Pallati „Ramazan Njala”         | 70                   | [ 58 ]               |
| 7.04.2025           | 20:00               | Studenti Tirana     | 3:1 (25:21, 18:25, 25:17, 25:20)        | Teuta Durrës         | Pallati „Asllan Rusi”           | bd.                  | [ 59 ]               |
| Źródło:             |                     |                     |                                         |                      |                                 |                      |                      |

### Półfinały
Format: do dwóch zwycięstw
| Data                  | Godz.                 | Gospodarz             | Rezultat                               | Gość                | Hala sportowa                   | Widzów              | *                   |
| --------------------- | --------------------- | --------------------- | -------------------------------------- | ------------------- | ------------------------------- | ------------------- | ------------------- |
| Partizani Tirana (1)  | Partizani Tirana (1)  | Partizani Tirana (1)  | 2 – 0                                  | (4) Studenti Tirana | (4) Studenti Tirana             | (4) Studenti Tirana | (4) Studenti Tirana |
| 10.04.2025            | 19:00                 | Partizani Tirana      | 3:0 (25:18, 25:15, 25:17)              | Studenti Tirana     | Shkolla 9-vjeçare Farkë e Vogël | bd.                 | [ 60 ]              |
| 13.04.2025            | 20:00                 | Studenti Tirana       | 0:3 (19:25, 21:25, 18:25)              | Partizani Tirana    | Shkolla 9-vjeçare Farkë e Vogël | bd.                 | [ 61 ]              |
| Skënderbeu Korcza (2) | Skënderbeu Korcza (2) | Skënderbeu Korcza (2) | 2 – 1                                  | (3) Tirana          | (3) Tirana                      | (3) Tirana          | (3) Tirana          |
| 10.04.2025            | 19:00                 | Skënderbeu Korcza     | 1:3 (15:25, 25:23, 21:25, 19:25)       | Tirana              | Pallati „Tamara Nikolla”        | 500                 | [ 62 ]              |
| 13.04.2025            | 18:00                 | Tirana                | 2:3 (25:21, 25:19, 20:25, 21:25, 6:15) | Skënderbeu Korcza   | Shkolla 9-vjeçare Farkë e Vogël | bd.                 | [ 63 ]              |
| 16.04.2025            | 16:00                 | Skënderbeu Korcza     | 3:1 (25:22, 25:22, 23:25, 25:16)       | Tirana              | Pallati „Tamara Nikolla”        | 500                 | [ 64 ]              |
| Źródło:               |                       |                       |                                        |                     |                                 |                     |                     |

### Finały
Format: do trzech zwycięstw
| Data                 | Godz.                | Gospodarz            | Rezultat                         | Gość                  | Hala sportowa                   | Widzów                | *                     |
| -------------------- | -------------------- | -------------------- | -------------------------------- | --------------------- | ------------------------------- | --------------------- | --------------------- |
| Partizani Tirana (1) | Partizani Tirana (1) | Partizani Tirana (1) | 3 – 0                            | (2) Skënderbeu Korcza | (2) Skënderbeu Korcza           | (2) Skënderbeu Korcza | (2) Skënderbeu Korcza |
| 21.04.2025           | 19:00                | Partizani Tirana     | 3:0 (25:19, 25:21, 25:7)         | Skënderbeu Korcza     | Shkolla 9-vjeçare Farkë e Vogël | bd.                   | [ 65 ]                |
| 24.04.2025           | 17:00                | Skënderbeu Korcza    | 1:3 (25:23, 20:25, 22:25, 20:25) | Partizani Tirana      | Pallati „Tamara Nikolla”        | 200                   | [ 66 ]                |
| 27.04.2025           | 18:00                | Partizani Tirana     | 3:0 (25:13, 25:15, 25:15)        | Skënderbeu Korcza     | Shkolla 9-vjeçare Farkë e Vogël | bd.                   | [ 67 ]                |
| Źródło:              |                      |                      |                                  |                       |                                 |                       |                       |

## Klasyfikacja końcowa
| Poz. | Drużyna           | Uwagi                              |
| 1.   | Partizani Tirana  | prawo udziału w el. Ligi Mistrzów  |
| 2.   | Skënderbeu Korcza | prawo udziału w Pucharze Challenge |
| 3.   | Tirana            |                                    |
| 4.   | Studenti Tirana   |                                    |
| 5.   | Teuta Durrës      |                                    |
| 6.   | Vllaznia Szkodra  |                                    |
| 7.   | Elbasani          |                                    |